# Otionellina auricula
Otionellina auricula är en mossdjursart som först beskrevs av Cook och Chimonides 1985.  Otionellina auricula ingår i släktet Otionellina och familjen Otionellidae. Inga underarter finns listade i Catalogue of Life.